# Jean Rey
Jean Rey (* 15. Juli 1902 in Lüttich; † 19. Mai 1983 ebenda) war ein belgischer Jurist und liberaler Politiker. Er war von 1967 bis 1970 der erste Präsident der gemeinsamen Kommission der drei Europäischen Gemeinschaften.

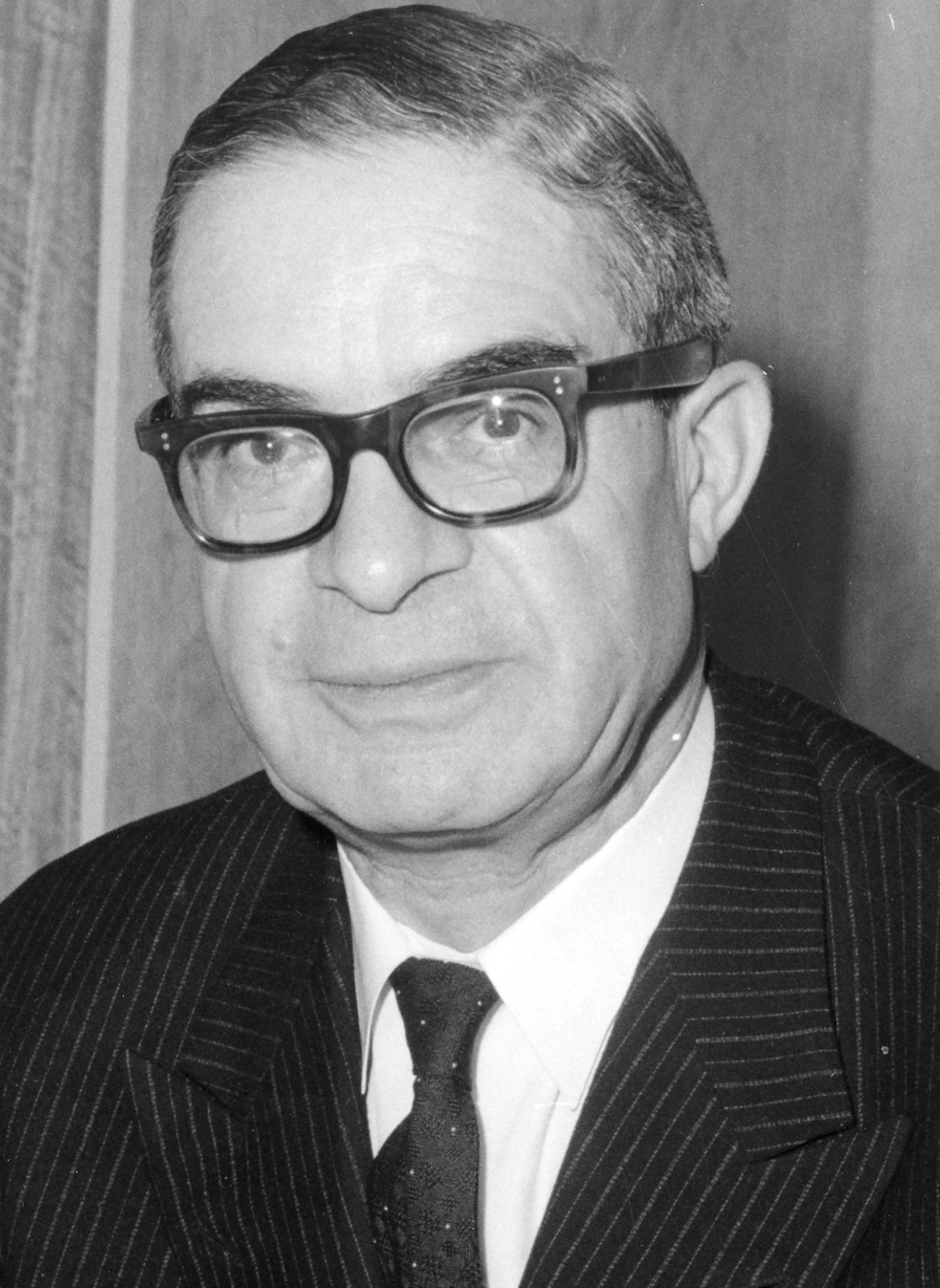
Jean Rey (1966)

## Leben
Reys Vater war protestantischer Pfarrer, ebenso wie zahlreiche seiner Vorfahren. Ab 1926 war Jean Rey Anwalt am Berufungsgericht in Lüttich. 1935 wurde er Gemeinderat seiner Heimatstadt und begann schnell auch in der belgischen Innenpolitik aktiv zu werden. 1939 wurde er in das belgische Parlament gewählt.
Rey sprach sich am Vorabend des Zweiten Weltkriegs gegen die von der belgischen Regierung und König Leopold III. betriebene Politik der Unabhängigkeit bzw. Neutralität ihres Landes und für die Parteinahme gegen Deutschland aus. Er wurde 1940 als Reserveoffizier im Rang eines Hauptmannes eingezogen und von den Deutschen festgenommen; den Rest des Krieges verbrachte er in Gefangenschaft.
Nach dem Krieg wurde Jean Rey 1946 erneut und bis 1958 immer wieder für die liberale Partei ins belgische Parlament gewählt. 1947 war er Vizepräsident des belgischen Amtes für Familienfragen. 1948 vertrat er Belgien auf der dritten Vollversammlung der Vereinten Nationen. Durch seine Tätigkeit als Minister für Wiederaufbau (1949–50) und für Wirtschaft (1954–58) war Rey schon früh in die Entwicklung der Europäischen Gemeinschaft für Kohle und Stahl und in die Verhandlungen zur Schaffung der Europäischen Wirtschaftsgemeinschaft und der Europäischen Atomgemeinschaft eingebunden. Auf dem Feld der innerbelgischen Politik hatte er als Wirtschaftsminister mit einer ersten Rezession sowie Inflation nach dem Nachkriegs-Investitionsboom und mit den Auswirkungen der Krise in der belgischen Kolonie Kongo zu kämpfen. Dabei bediente er sich nicht einer lenkenden Wirtschaftspolitik nach französischem Vorbild, sondern setzte ähnlich wie die deutsche Wirtschaftspolitik auf die freien Kräfte des Marktes.
Von 1958 bis 1967 war er als Mitglied der EWG-Kommission verantwortlich für die Außenbeziehungen und beeinflusste vor allem die zähen GATT- und EFTA-Verhandlungen am Anfang der 1960er Jahre. Besondere Aufmerksamkeit richtete er auf eine gemeinsame Zollpolitik der EWG-Länder, insbesondere auf den Abbau von Zöllen sowohl innerhalb der Gemeinschaft als auch nach außen. 1967 folgte Rey Walter Hallstein als Präsident der EG-Kommission nach. Rey war nach dem Fusionsvertrag der erste Präsident der gemeinsamen Kommission der Europäischen Gemeinschaften. Seine Bemühungen zur Stärkung der europäischen Institutionen erweiterten die Befugnisse des Europäischen Parlaments und führten zur Einrichtung allgemeiner Europawahlen. Bei der ersten Europawahl 1979 erlangte Rey selbst ein Mandat, das er bis 1980 innehatte. Unter Reys Präsidentschaft wurde 1968 die Zollunion abgeschlossen. Beim Gipfel von Den Haag 1969 spielte er eine Schlüsselrolle bei der Initiative zur Europäischen Wirtschafts- und Währungsunion und zur Politischen Zusammenarbeit. Auch die 1970 getroffene Entscheidung, die EG mit Eigenmitteln auszustatten, geht auf Reys Engagement zurück.
Für seine Arbeit bei der Kommission wurde Jean Rey am 15. Mai 1969 in Aachen der Karlspreis verliehen. Ab 1973 war er korrespondierendes und ab Dezember 1979 volles Mitglied der Académie royale des Sciences, des Lettres et des Beaux-Arts de Belgique.
Er war Freimaurer und Redner der heimlich während seiner Kriegsgefangenschaft im Oflag X D gegründeten Freimaurerloge l'Obstinée.